# Pic Laila (muntanyes Rakaposhi-Haramosh)
El pic Laila (en anglès, Laila Peak) és una muntanya que es troba a les muntanyes Rakaposhi-Haramosh, una secció de la gran serralada del Karakoram. Es troba a la regió de Gilgit-Baltistan, al Pakistan. El cim es troba entre l'Haramosh, al sud, i el Malubiting, al nord, i s'alça fins als 6.985 msnm, amb una prominència de 1.361 metres. La primera ascensió del cim va tenir lloc per una expedició de l'Hekiryou Alpine Club del Japó el 9 d'agost de 1975.